# Amrita Sawaram
Amrita Sawaram (* 13. August 1980) ist eine mauritische Badmintonspielerin. 

## Karriere
Amrita Sawaram nahm 2000 im Damendoppel und -einzel an Olympia teil. Sie verlor dabei jeweils in der ersten Runde und wurde somit 17. im Doppel und 33. im Einzel. Bei der Afrikameisterschaft 2000 gewann sie Gold gefolgt von mehreren Bronzemedaillen 2004 bis 2010.

## Sportliche Erfolge
| Saison | Veranstaltung           | Disziplin   | Platz | Name                                         |
| ------ | ----------------------- | ----------- | ----- | -------------------------------------------- |
| 1997   | Mauritius International | Damendoppel | 3     | Amrita Sawaram / Marie-Josephe Jean-Pierre   |
| 2000   | Afrikameisterschaft     | Dameneinzel | 1     | Amrita Sawaram                               |
| 2000   | Olympia                 | Dameneinzel | 33    | Amrita Sawaram                               |
| 2000   | Olympia                 | Damendoppel | 17    | Amrita Sawaram / Marie-Hélène Valérie-Pierre |
| 2004   | Afrikameisterschaft     | Damendoppel | 3     | Amrita Sawaram / Karen Foo Kune              |
| 2004   | Afrikameisterschaft     | Dameneinzel | 3     | Amrita Sawaram                               |
| 2005   | Kenya International     | Mixed       | 1     | Édouard Clarisse / Amrita Sawaram            |
| 2005   | Kenya International     | Damendoppel | 1     | Shama Aboobakar / Amrita Sawaram             |
| 2006   | Afrikameisterschaft     | Damendoppel | 3     | Amrita Sawaram / Karen Foo Kune              |
| 2006   | Mauritius International | Dameneinzel | 3     | Amrita Sawaram                               |
| 2010   | Afrikameisterschaft     | Mixed       | 3     | Stephan Beeharry / Amrita Sawaram            |
| 2010   | Afrikameisterschaft     | Damendoppel | 3     | Marlyse Marquer / Amrita Sawaram             |